# مهرجان الخيال السينمائي الدولي
مهرجان الخيال السينمائي الدولي (بالإنجليزية: Fantasia International Film Festival) هو مهرجان سينمائي مقره الرئيسي في مونتريال منذ تأسيسه في عام 1996م، يتم عقده بانتظام في شهر يوليو من كل عام، بفضل السمعة التي نمت على مدار الخمسة عشر عامًا الماضية، تم وصف هذا المهرجان بأنه ربما «المهرجان السينمائي الأكثر تميزًا والأكبر في أمريكا الشمالية».

## روابط خارجية
- الموقع الرسمي
- مهرجان مونتريال في آسيا